# Физика высоких энергий

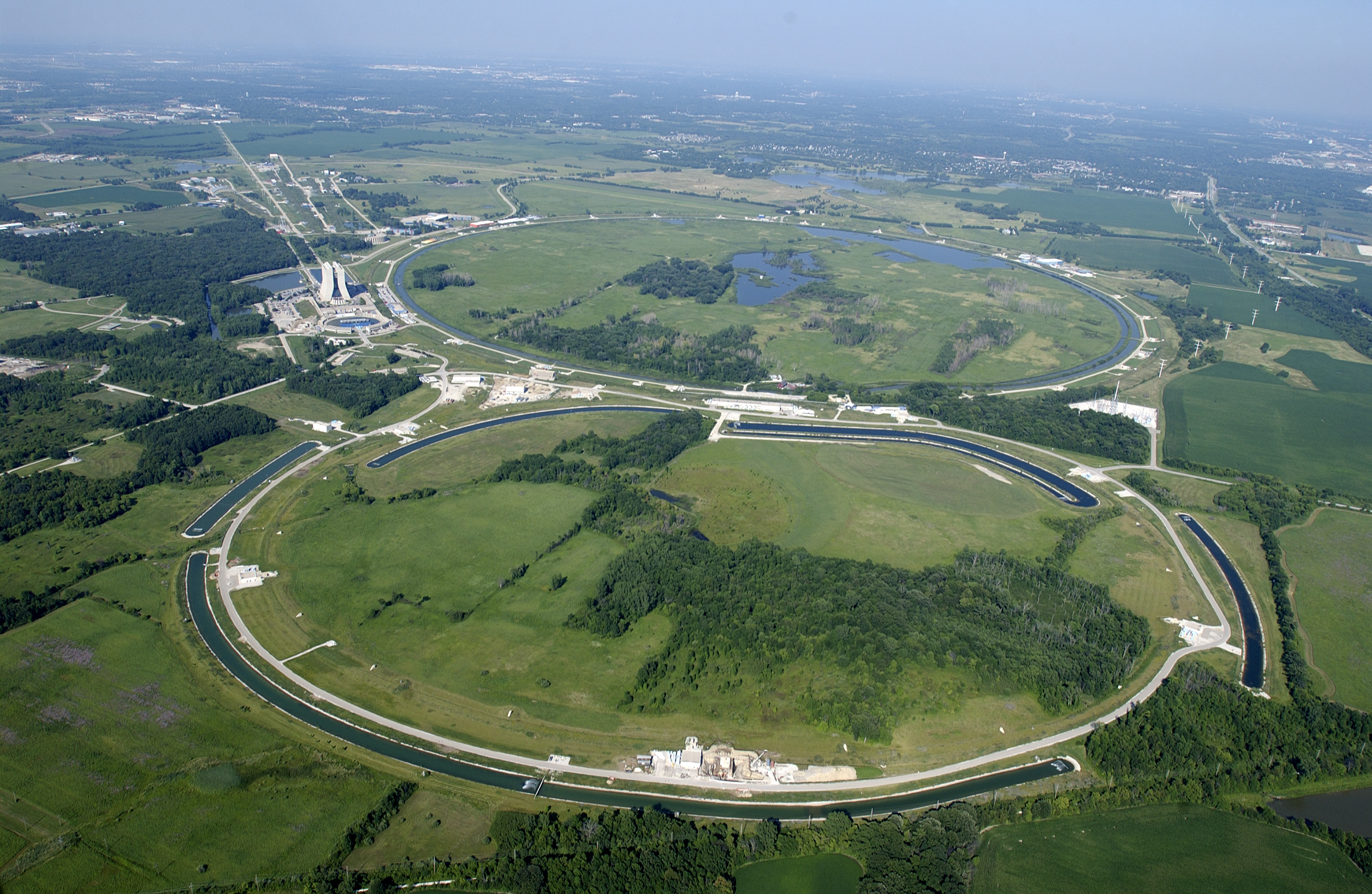
Коллайдер «Теватрон» и кольца Главного инжектора

Фи́зика высо́ких эне́ргий — раздел физики элементарных частиц, изучающий взаимодействия элементарных частиц и/или ядер атомов при энергиях столкновения, существенно выше, чем массы самих сталкивающихся частиц (см. Эквивалентность массы и энергии).
Из соотношений неопределённости для ультрарелятивистских частиц следует, что для исследования деталей структуры элементарных частиц с размерами порядка {\displaystyle \Delta r} нужны зондирующие частицы с энергиями {\displaystyle \Delta E\geqslant {\frac {c\hbar }{\Delta r}}} или {\displaystyle \Delta E\geqslant {\frac {2\cdot 10^{-14}}{\Delta r}}}, где {\displaystyle E} выражена в ГэВ, а {\displaystyle r} в см. Энергия частиц для изучения очень мелких деталей растет с уменьшением размера этих деталей. В настоящее время энергии элементарных частиц в ускорителях составляют порядка {\displaystyle 1000} ГэВ, что позволяет изучать структуру элементарных частиц с точностью {\displaystyle 10^{-17}} см.
Эксперименты по физике высоких энергий проводятся с помощью ускорителей заряженных частиц и ядерных реакторов. Также источником частиц высоких энергий являются космические лучи. В неускорительных экспериментах с космическими лучами изучают, в основном, свойства нейтрино и поведение частиц при сверхвысоких энергиях (широкие космические ливни).

## Детекторы частиц
Основа любого эксперимента в области физики высоких энергий — детекторы ионизирующего излучения и гамма-лучей. Детектор регистрирует продукты реакций между частицами, и физики восстанавливают сами реакции по этим данным. В настоящее время основные типы детекторов, используемых в экспериментах в физике высоких энергий — полупроводниковые детекторы, дрейфовые газовые камеры и калориметры электромагнитных и адронных ливней. Также для регистрации результатов столкновений используются толстослойные фотопластинки, пузырьковые камеры, искровые камеры и другие детекторы элементарных частиц. Из различных типов детекторов физики собирают огромные детекторы элементарных частиц, так называемые детекторы общего назначения.
Примеры детекторов: ATLAS и CMS на протон-протонном коллайдере БАК (LHC, Швейцария/Франция), D0 и CDF на протон-антипротонном коллайдере Tevatron (США), BaBar и Belle на асимметричных электрон-позитронных фабриках B-мезонов в лабораториях SLAC (США) и KEK (Япония), а также детекторы СНД и КМД-3, работающие на электрон-позитроном коллайдере ВЭПП-2000.